# Landgrove
Landgrove és una població dels Estats Units a l'estat de Vermont. Segons el cens del 2000 tenia 144 habitants.

## Demografia
Segons el cens del 2000, Landgrove tenia 144 habitants, 64 habitatges, i 44 famílies. La densitat de població era de 6,1 habitants per km².
Dels 64 habitatges en un 35,9% hi vivien nens de menys de 18 anys, en un 59,4% hi vivien parelles casades, en un 6,3% dones solteres, i en un 31,3% no eren unitats familiars. En el 28,1% dels habitatges hi vivien persones soles el 9,4% de les quals corresponia a persones de 65 anys o més que vivien soles. El nombre mitjà de persones vivint en cada habitatge era de 2,25 i el nombre mitjà de persones que vivien en cada família era de 2,73.
Per edats la població es repartia de la següent manera: un 23,6% tenia menys de 18 anys, un 2,1% entre 18 i 24, un 23,6% entre 25 i 44, un 37,5% de 45 a 60 i un 13,2% 65 anys o més.
L'edat mediana era de 45 anys. Per cada 100 dones de 18 o més anys hi havia 96,4 homes.
La renda mediana per habitatge era de 38.750 $ i la renda mediana per família de 55.625 $. Els homes tenien una renda mediana de 71.250 $ mentre que les dones 31.250 $. La renda per capita de la població era de 34.929 $. Entorn del 7,4% de les famílies i el 15,7% de la població estaven per davall del llindar de pobresa.